# میپو او
میپو او (انگلیسی: Mipo O؛ زادهٔ ۱۴ مارس ۱۹۷۷) فیلم‌نامه‌نویس و کارگردان اهل ژاپن است.